# Article 20A
L' article 20A de l'Immorality Act de 1957 (en), communément connu sous le nom de clause contre les « hommes en soirée », était une loi sud-africaine qui criminalisait tout acte sexuel entre hommes qui se produisait en présence d'une tierce personne. 
L'article a été promulgué par l'Immorality Amendment Act de 1969, et est resté en vigueur jusqu'à ce qu'il soit déclaré inconstitutionnel en 1998 par la Cour constitutionnelle d'Afrique du Sud dans l'affaire National Coalition for Gay and Lesbian Equality v Minister of Justice, opposant une coalition nationale pour les droits gays et lesbiens à la justice sud-africaine.

## Contenu de l'article
Le texte de l'article était le suivant :

« Acts committed between men at a party and which are calculated to stimulate sexual passion or to give sexual gratification, prohibited.
20A. (1) A male person who commits with another male person at a party an act which is calculated to stimulate sexual passion or to give sexual gratification, shall be guilty of an offence.
(2) For the purposes of subsection (1) 'a party' means any occasion where more than two persons are present.
(3) The provisions of subsection (1) do not derogate from the common law, any other provision of this Act or a provision of any other law. »

« Liste des actes, commis entre hommes en soirée et qui sont calculés pour stimuler une passion sexuelle ou pour donner du plaisir sexuel, prohibés.
20A. (1) Un homme qui commet, avec un autre homme, en soirée, un acte calculé pour stimuler une passion sexuelle ou pour donner du plaisir sexuel, commet un délit.
(2) Dans le cadre de la sous-section (1), « une soirée » signifie toute occasion où plus de deux personnes sont présentes.
(3) Les provisions de la sous-section (1) ne dérogent pas à la common law, à aucune autre provision de cet Acte ou à une provision d'aucune autre loi. »

La peine prescrite était une amende pouvant aller jusqu'à 4 000 rands et/ou une peine d'emprisonnement pouvant aller jusqu'à deux ans.

## Historique
En janvier 1966, la police fit une descente dans une soirée gay, à laquelle environ 300 hommes étaient présents, dans la banlieue de Forest Town à Johannesbourg. Ceci, et le fait que de nombreux raids eurent lieu dans des soirées et des clubs de plusieurs villes, conduit à une panique morale,. 
La « sodomie » et les « actes sexuels contre nature » étaient des délits dans la common law du droit romano-néerlandais en vigueur en Afrique du Sud. Ces infractions criminalisaient, entre autres, le sexe anal, le sexe oral, le sexe intercrural et la masturbation mutuelle entre hommes, mais ne s'appliquaient pas, par exemple, aux hommes qui ne faisaient que se toucher ou s'embrasser.
L'homosexualité (en particulier l'homosexualité masculine) était inacceptable dans l'éthos calviniste afrikaner du régime d'apartheid, et le Parlement réagit en convoquant une commission restreinte qui, en 1968, proposa un certain nombre d'amendements à la loi sur l'immoralité. L'une d'entre elles était l'article des « hommes en soirée », qui fut promulguée en 1969.
Dans un cas notable en 1987, une condamnation à cause de l'article fut annulée en appel par la Cour suprême : le tribunal a statué qu'il ne s'agissait pas d'une « soirée » lorsqu'un policier entra dans une pièce d'un bain gay, parce que les deux hommes dans la pièce s'éloignèrent l'un de l'autre au moment où le policier alluma la lumière.
La Constitution provisoire adoptée en 1994 après la fin du régime d'apartheid, et la Constitution définitive qui l'a remplacée en 1997, interdisaient toutes deux les discriminations sur le fondement du sexe, genre ou orientation sexuelle. En 1997, la National Coalition for Gay and Lesbian Equality fit une contestation constitutionnelle devant la division locale de la Haute Cour de Justice de Witwatersrand, affirmant que les lois contre la « sodomie » et les « actes sexuels contre nature » ainsi que la clause « hommes en soirée » enfreignaient la clause d'égalité de la Constitution. Le gouvernement ne s'opposa pas à la demande et, en mai 1998, le juge Heher rendit un jugement et une ordonnance annulant les lois contestées.
La loi sud-africaine exige qu'une décision de justice invalidant une loi du Parlement soit confirmée par la Cour constitutionnelle. En octobre 1998, ce tribunal rendit un jugement unanime confirmant l'ordonnance du juge Heher. Écrivant pour le tribunal, le juge Lourens Ackermann décrit la clause comme ayant « un objectif et un impact absurdement discriminatoires » et a déclaré que « rien ne nous montre que la disposition était motivée par autre chose qu'un préjudice de rang ».
Bien qu'il soit déjà inapplicable en raison de l'ordonnance de la Cour constitutionnelle, l'article 20A a été officiellement supprimé du recueil de lois par une loi de 2007 portant modification de la loi pénale au sujet des infractions sexuelles et questions connexes.